# Nádudvar
Nádudvar város Hajdú-Bihar vármegyében, a Hajdúszoboszlói járásban.

## Fekvése
A Hortobágy tájegység déli részén helyezkedik el, a megyeszékhely Debrecentől mintegy 40 kilométerre nyugatra. Különálló településrésze Mihályhalma, mely a központjától légvonalban körülbelül 7-8, közúton nagyjából 10 kilométerre fekszik nyugati irányban. Közigazgatási területének nyugati fele nagyrészt a Hortobágyi Nemzeti Park részterülete, s ily módon természetvédelmi oltalom alatt áll.
A közvetlenül határos települések: észak felől Hortobágy, északkelet felől Nagyhegyes, kelet felől Hajdúszoboszló, délkelet felől Kaba, dél felől Püspökladány, délnyugat felől Karcag, nyugat felől Kunmadaras, északnyugat felől pedig Nagyiván.

### Megközelítése
Az országos főutak elkerülik Nádudvart, a település közúton csak mellékutakon érhető el. Püspökladánnyal és Nagyhegyessel, illetve a Hortobágyot átszelő 33-as főúttal a 3405-ös, Hajdúszoboszlóval a 3406-os, Kabával és Földessel pedig a 3407-es út köti össze. Mihályhalma a városközpont felől a 341 111-es számú mellékúton érhető el.
Az ország távolabbi részei felől a leginkább kézenfekvő megközelítési útvonala a 4-es főút, amelyről Püspökladánynál letérve lehet eljutni a városba.
Vasútvonal ma már nem érinti, de az 1970-es évekbeli megszüntetéséig elérhető volt vasúton is, a mai Budapest–Záhony-vasútvonal egy rövid szárnyvonalán, a Kaba–Nádudvar-vasútvonalon. A vonalnak három megállási pontja is volt Nádudvar területén: Bojár-Hollós megállóhely (az azonos nevű tanyacsoport mellett), Nádudvar alsó megállóhely [1940-ig Nádudvar megállóhely] a belterület déli széle közelében, valamint a végállomás, Nádudvar vasútállomás, a központ keleti részén (a mai Kiskert utca és Bem József utca kereszteződése közelében, a KITE Zrt. telephelyének területén). Egy bizonytalan adat szerint még régebben egy keskeny nyomtávú vasútvonala is volt, mely a központtól Mihályhalmáig vezetett.

## Története
Nádudvar ősi település, nevét az árterekben előforduló nádról és az ebből kerített udvarokról kapta. Első írásos említése 1212-ben a Váradi regestrumban található. Mátyás király 1461-ben mezővárosi rangot adott Nádudvarnak.
A városi rangot 1989. március 1-jén kapta meg.

### Különleges események a városban
- Mátyás király és az általa felemelt, az erdélyi lázadásból hamar kihátráló Szapolyai Imre közt a megegyezésre legkésőbb 1468 februárjában, a király Erdély felől Budára vezető útján, Nádudvaron került sor.[3]
- Fráter György, szakítva korábbi törökbarát politikájával 1549-ben titkon egyezséget kötött Ferdinánd biztosaival Nádudvaron, amelynek lényege, hogy a pálos szerzetes kötelezte magát arra, hogy átadja Erdélyt és a koronát a Habsburg uralkodónak, cserébe viszont János Zsigmond számára két sziléziai hercegséget, Oppelnt és Ratibort, a maga számára az esztergomi érsekséget, a bíbornoki süveget, valamint a kincstartóságot kéri, az özvegy királynénak, Izabellának pedig 100 000Ft-ot biztosít. A szerződés végrehajtása miatt Ferdinánd erős sereget fog küldeni Erdélybe.
- 1580. február 14.: nádudvari csata
- 1711 januárjában Nádudvaron találkozott Pálffy János császári főparancsnok Komáromi György debreceni főbíróval, aki a találkozó után a megegyezés hívévé tette Károlyi Sándort a szövetkezett rendek képviselőjét, közvetlen a Szatmári béke megkötése előtt.
- Az 1848-49-es szabadságharc idején a Kossuth-kormány Debrecenbe költözésekor egy éjszakát a városban töltött a Szent Korona és kísérete.
- Nádudvaron, 1849 március 21. Kossuth tudtul adja a seregvezéreknek Bem újabb erdélyi diadalát[forrás?]

- 1904. június 1-jén nyílt meg a Kabára vezető vasútvonal, amely a Budapest–Záhony-vasútvonalhoz kapcsolta. A vonal 1971. december 31-éig üzemelt.[4]
- 1909-ben Debreczen sz. kir. város Múzeuma a nádudvari ref. egyháztól megőrzés végett letétben kapott egy XV. századbeli rézkelyhet, egy XVII. századbeli alakokkal díszített aranyozott ezüst poharat, egy verejtékes ezüst poharat 1664-ből s egy hímzett úrasztali patyolat terítőt.[forrás?]
- A debreceni múzeum ásatásának eredményeként Nádudvar melletti Töröklaponyag halmon 1964 őszén egy X— XI.századi temető összesen 52 sírját tárták fel. A koponyák egy részén szimbolikus trepanáció (jelképes koponyalékelés) figyelhető meg. A Kárpát-medence területén a jelképes trepanáció gyakorlása kizárólagosan a honfoglaló magyarokhoz köthető, leszámítva néhány késő avar kori esetet. A korabeli gyógyítók szakértelmét nem vitathatjuk, mert az esetek nagyobbik részében a gyógyulás reakciómentes volt. A megfigyelhető remek gyógyulási arányt a “nyugati” orvostudomány a XX. század közepéig nem tudta megközelíteni sem.[forrás?]

## Közélete

### Polgármesterei
| Időszak   | Név               | Jelölő szervezet(ek) | Megjegyzés |
| --------- | ----------------- | -------------------- | ---------- |
| 1990–1994 | Korcsmáros Sándor | független            |            |
| 1994–1998 | Korcsmáros Sándor | független            |            |
| 1998–2002 | Korcsmáros Sándor | független            |            |
| 2002–2006 | Korcsmáros Sándor | MSZP                 |            |
| 2006–2010 | Beke Imre         | független            |            |
| 2010–2014 | Beke Imre         | független            |            |
| 2014–2019 | Beke Imre         | független            |            |
| 2019–2024 | Maczik Erika      | független            |            |
| 2024–     | Maczik Erika      | Fidesz-KDNP          |            |

## Népesség
A település népességének változása:
| Lakosok száma | 8887 | 8786 | 8636 | 8379 | 8224 | 8164 | 8066 |
|               | 2013 | 2014 | 2015 | 2021 | 2022 | 2023 | 2024 |

2001-ben a város lakosságának 98%-a magyar, 2%-a cigány nemzetiségűnek vallotta magát.
A 2011-es népszámlálás során a lakosok 84%-a magyarnak, 3,4% cigánynak mondta magát (15,8% nem nyilatkozott; a kettős identitások miatt a végösszeg nagyobb lehet 100%-nál). A vallási megoszlás a következő volt: római katolikus 5%, református 23,5%, görögkatolikus 0,2%, felekezeten kívüli 44,1% (26,1% nem válaszolt).
2022-ben a lakosság 89%-a vallotta magát magyarnak, 2,3% cigánynak, 0,1% németnek, 0,1% románnak, 0,1% ukránnak, 0,1% lengyelnek, 1,4% egyéb, nem hazai nemzetiségűnek (11% nem nyilatkozott; a kettős identitások miatt a végösszeg nagyobb lehet 100%-nál). Vallásuk szerint 15,8% volt református, 3,1% római katolikus, 0,5% görög katolikus, 0,6% egyéb keresztény, 0,3% egyéb katolikus, 0,1% evangélikus, 42,3% felekezeten kívüli (37,3% nem válaszolt).

## Turizmus
- Nádudvari Termál- és Strandfürdő. Kevesen tudják, hogy először Nádudvaron végezett fúrásokat Pávai-Vajna Ferenc Geológus az 1920-as években. Majd mikor itt megtalálta a termálvizet és nem engedték meg, hogy fürdőt hozzon létre, Hajdúszoboszlón próbálkozott meg.[16]
- A 300 éves múltra visszatekintő fekete kerámia korábban a mindennapok kelléke volt, amivel hírnevet vívott ki magának a város. Mára jobban előtérbe került a népművészeti szerepe, ezáltal idegenforgalmi jelentősége.
- Minden évben megrendezésre kerül két nagy érdeklődéssel kísért kulturális rendezvény: áprilisban a Pásztornap a kihajtásünnephez kapcsolódóan, szeptemberben a Városnap, a népi kismesterségek hagyományainak jegyében (a város különlegessége az itt működő Népi Kézműves Szakiskola.)

## Nádudvari Települési Értéktár
Települési érték megnevezése:
- Fazekas dinasztia által készített nádudvari fekete kerámia
- A Nádudvari Élelmiszer Kft. ”Nádudvari” brandje
- Nádudvari református templom és a régi parókia műemlék épületei
- Nádudvari Népi Kézműves Szakgimnázium és Kollégium
- Nádudvari gyógyvíz és fürdőkultúra
- A Szent Kereszt felmagasztalása nevére szentelt római katolikus templom épülete
- Kövy Sándor iskolateremtő
- Nádudvari félfordulós tánc

## Híres nádudvariak

### Itt születtek
- Kőődi Lázár Miklós (1814–1885) költő, iskolaigazgató, nagyváradi plébános és tiszteletbeli kanonok
- Zöldi Miklós (1821–1876) színész
- Molnár Endre (1826–1908) okleveles ügyvéd, országgyűlési képviselő földbirtokos
- Bárány József (1856–1916) kecskeméti főrabbi, egyházi író
- Frank Ödön (1859–1941) magyar orvos, higiénikus.
- Forrai Miklós (1869–?) zeneszerző
- Schwarz Gábor (1872.12.13–?) zágrábi főrabbi, egyházi író
- Bárány Dezső, volt segédjegyző és takarékpénztári főkönyvelő. 1876-ban született Hajdúnádudvaron.
- Ladányi Imre (1877–1949) színész, rendező, prózaíró
- Marosi Géza (1889–1951) színházi főigazgató, jellemszínész
- Mezey Sándor, néhol Mezei Sándor névformával is (1884 – Buenos Aires, 1968) zsidó származású magyar költő.
- Ludmann László (1921–2015) Kossuth-díjas magyar gépészmérnök, feltaláló
- Kovács Imre (1924–2007) fuvolaművész és -tanár.
- Szabó István (1924–2017) az egykori híres Vörös Csillag MGTSZ elnöke, volt országgyűlési képviselő, MSZMP KB- és PB-tag
- Oláh István (1926–1985) hadseregtábornok, honvédelmi miniszter
- Mészáros János (1927–2018) a város díszpolgára, akadémikus, az Állatorvostudományi Egyetem emeritus professzora
- Molnár János (1927–1990) magyar főiskolai tanár, történész, művelődésügyi miniszterhelyettes
- Beke Albert (1934–) magyar irodalomtörténész, kritikus
- Rózsa Erzsébet (1945–) a Debreceni Egyetem Filozófiai Intézetének emeritus professzora
- Kovács István (1950) olimpiai bronzérmes, szabadfogásban máig az egyetlen világbajnok magyar birkózó
- Papp Gyula (1951–) rockzenész, zeneszerző, az Újszínház zenei vezetője
- Popovics Lőrinc (1953–) szobrász
- Szathmári János (1969–) világválogatott kézilabdázó
- Török Lajos (1969–) KEK-győztes (1992) válogatott kézilabdázó

### A városhoz kötődnek
- Lukács Dénes (Nagyvárad, 1816 – Nádudvar, 1868. ápr. 1.): 1848-as honvéd tüzérezredes, a magyar tüzérség megteremtője. A tüzértiszti isk. elvégzése után a bécsi felső tüzér isk. tanára lett, 1848-ban a honvédtüzérség megszervezését és műszaki kiképzését bízták rá. Írt egy tüzérségi kézikönyvet, amelynek alapján oktatták a honvéd tüzértiszteket. Világos után Aradon halálra ítélték, de kegyelmet nyert, s ítéletét több évi várfogságra változtatták. Fogsága alatt földgömbök készítésével foglalkozott. Amikor kiszabadult, Nádudvaron telepedett le, községi árva gyám lett. A korabeli kútfők alapján elkészítette az Első magyar földtekét (1840).
- Osváth Lajos - Apja O. Dániel tanító. Kondó, Borsod m., 1830. jan. 3., ref. A miskolci gimnáziumban végez. Tanító. Nőtlen. (Felesége Micskey Karolina lett, meghalt Nádudvar, 1907.) 1848 júniusában beáll a Kassán alakuló veres sipkás 9. honvédzászlóaljhoz.1849. ápr. 30. őrmesterként kitüntetik a katonai érdemjel 3. osztályával. Jún. (1.)- hadnagy, végül főhadnagy alakulatánál a III. hadtestben. Világosnál teszi le a fegyvert.Bujkál, 1852- teológushallgató Debrecenben. 1857- tanító, majd lelkész Hódmezővásárhelyen, 1865- Békésen, 1867- haláláig Nádudvaron. 1890. a Debrecen városi Honvédegylet tagja. † Nádudvar, 1890. márc. 29.
- Straub Sándor (1857–1923) tanár, elektrotechnikus, gépészmérnök
- Kacsó Sándor (Szentgerice, 1896. márc. 18. – Nádudvar, 1962. márc. 14.): agronómus, Kossuth-díjas (1958). A mezőgazdasági ak.-t Kassán és Kolozsvárott végezte, ahol 1919-ben oklevelet nyert. Ezt követően gr. Teleki Béla erdélyi birtokán volt gazdatiszt. A II. világháború idején szovjet hadifogságba került. 1947-ben Hercegszántón telepedett le, s itt gazdálkodott, majd 1951– től a nádudvari Vörös Csillag Termelőszövetkezet agronómusa. Felismerve az anyagi érdekeltség fontosságát, 1953-ban bevezette a premizálási rendszert, amely országosan mint „nádudvari módszer” vált ismertté.
- Bangóné Borbély Ildikó (1972–) óvónő, politikus, 2014 óta a Magyar Szocialista Párt színeiben országgyűlési képviselő, 2016 és 2022 között a párt elnökségi tagja
- Polgár Csaba (1982) színész, rendező
- Nagy Kornél (1986–) NB1-es gólkirály, válogatott kézilabdázó
- Kiss Éva (1987–) Eb bronzérmes (2012) válogatott kézilabdázó
- Hornyák Dóra (1992–) 2-szeres BL győztes (2013, 2014) válogatott kézilabdázó
- Örvendi Cintia[18] (1990-) modell, színésznő, műsorvezető, rendezvényszervező, vezetésszervező

### A város díszpolgárai
- Megay Károly mezőgazdász, mezőgazdasági szakíró-szakújságíró, 1935-től két parlamenti cikluson át a nádudvari választókerület országgyűlési képviselője.[19]

## Nádudvari anekdoták
- Szép Ernő édesapja biztosítási ügynökként járta a környéket. „Jött azért a házhoz két pengő, négy pengő, öt pengő, tíz pengő is sok hosszú türelem után; egyszer tán a harmadik nyáron a nádudvari patikus kétezer forintra biztosította az egyetlen kisleányát, avval apám egyszerre húsz forintot szerzett, mert az ügynöknek minden száz forint után egy pengő forint járt a biztosított összegből, azt kézhez kapta miután az iratok rendbe jöttek a debreczeni főügynökségen. Ilyen nagy szerencséről se azelőtt se azután való esztendőkben nem hallottam apámtól egyszer se. Ez után a nevezetes biztosítás után apám a Bajom fiskális úr tanácsára dublé arany láncot vett a szilvahelyi órásnál az ezüst órája mellé (addig mindig nyakba akasztott fekete zsinóron tartotta az órát) hogy avval járja majd ezután a községeket.” (Nyugat, 1934. 2. szám)
- A nádudvari módszer: Szabó István szerint „Az új rendszerben a téesz gondoskodott a szántásról és a vetésrõl, majd a kapálást és a behordást az egyes családok vagy rokonsági csoportok végezték az általuk igényelt és kapott területen. Akkor és annyiszor kapáltak, amikor és ahányszor akartak. Viszont bármilyen volt a termés, annak 20 százaléka illette õket a munkaegységen felül. Addig csak akkor fogtak a kapáláshoz, ha az utolsó, a leglustább brigádtag is feltûnt a láthatáron. Mostantól napfelkeltétõl a mezõn voltak, és senkire sem vártak.”
- A nádudvari hízók: 1863-ban a keleti marhavész a Tekintetes Rab János úr százöt darab nagy jószágából huszonötöt hagyott meg. A többit szőröstől bőröstől elásták a kiégett földbe, szerencsére a disznóknak nem volt semmi bajuk. Az aszály miatt nem termett a kukorica jól, így kérdéses volt, hogy meghíznak e a disznók a télre. Az öreg Zsidó Jóska, a hortobágyi híres számadó kondása azt mondta- „Szalonna? Disznótor? Ehehe! Senkinél sem lesz több, mint tekintetes uramnál.” – Az elszámolásnál viszont közölte, hogy hogy „tengeritörés után elloptak a nyájból huszonöt darab disznót…” Az öreg számadó tanácsolta, a tekintetes Rab János úrnak hogy a disznók esetét jelentse szolgabírónál, aki a Gyuri kondás bemondásával, aki az anyja után félig-meddig maga is nádudvari volt huszonhárom darab hízott disznót szedetett össze a megjelölt gazdáktól. Az érdekelt betyáros hirű nádudvari hajdúk még örültek, hogy szárazon szabadultak a bajtól. Az öreg Zsidó Jóska hortobágyi számadó jövendölése beteljesedett. Lett disznótor, lett szalonna bőven a Tekintés Rab János úrnál. A tekintetes úr azért meg kérdezte, hogy is esett a soruk ezeknek a nádudvari hízóknak? „Annyit mondok tekintetes uramnak, ez a Gyurka nem szamár ember a kondások között. Arra alkalmas éjszakákon huszonöt darab válogatott disznót hajtogatott be Nádudvarra és az ösmerős gazdáknak az udvarára hol két, hol három disznót eresztgetett be. Derék népek ezek a nádudvari hajdúk. A betévedt disznók gazdája után egyik sem kereskedett. Ólba zárták a disznókat. A jó disznótor reményében becsületesen gondjukat viselték. S talán jól vélekszem, hogy tekintetes uram sem panaszkodhatik különösebben a nádudvari hízók felől.” (VASÁRNAPI ÚJSÁG 42. SZÁM. 1911- 58. évf.)
- „Megszokta már a bajt, mint Nádudvar az égést": Amikor még Nádudvaron a házaknak nem csak a fedele volt nádból, hanem tapasztott nádból készült a kemence és a pendelykémény is; az ól és annak kéménye is, amely alatt, a lovak faránál, éjszakákon át viháncoló legények tüzelgettek. Sőt, még az udvarok kerítését, az ún. „berenát” is nádból ültették egy-egy tűzi veszedelem sokszor a falu felét elhamvasztotta, ha egyik házról a másikra fújta, seperte a táborszájú szél. Ilyen minden esztendőben adódott egy-egy nagyobbacska, a falu népét összeszalasztó tűzeset. Ezért mondják a Sárréten az ügyes bajos emberre, hogy „megszokta már a bajt, mint Nádudvar az égést”.

## Testvérvárosai
- Szalárd, Románia (2007 óta)[20]
- Urzędów, Lengyelország (2000 óta)

## Nádudvar megjelenése irodalmi művekben
- Magyarország és Erdély képekben. Köt. 1-4 https://books.google.hu/books?id=hz3Ulld_i8wC&lpg=RA1-PA13&ots=sasKKyyZoS&dq=n%C3%A1dudvar%20t%C3%B6r%C3%B6k%20id%C5%91kben&hl=hu&pg=RA1-PA13#v=onepage&q&f=false
- Salánki György: Historia cladis Turcicae ad Nadudvar http://mek.oszk.hu/12000/12039/html/index.html